# Anthodioctes salti
Anthodioctes salti är en biart som först beskrevs av Schwarz 1933.  Anthodioctes salti ingår i släktet Anthodioctes och familjen buksamlarbin. Inga underarter finns listade i Catalogue of Life.